# Montreuil-sur-Maine
Montreuil-sur-Maine is een gemeente in het Franse departement Maine-et-Loire (regio Pays de la Loire) en telt 558 inwoners (1999). De plaats maakt deel uit van het arrondissement Segré.

## Geografie
De oppervlakte van Montreuil-sur-Maine bedraagt 11,2 km², de bevolkingsdichtheid is 49,8 inwoners per km².
De onderstaande kaart toont de ligging van Montreuil-sur-Maine met de belangrijkste infrastructuur en aangrenzende gemeenten.

## Demografie
Onderstaande figuur toont het verloop van het inwonertal (bron: INSEE-tellingen).